# Moritz von Egidy (Sohn)

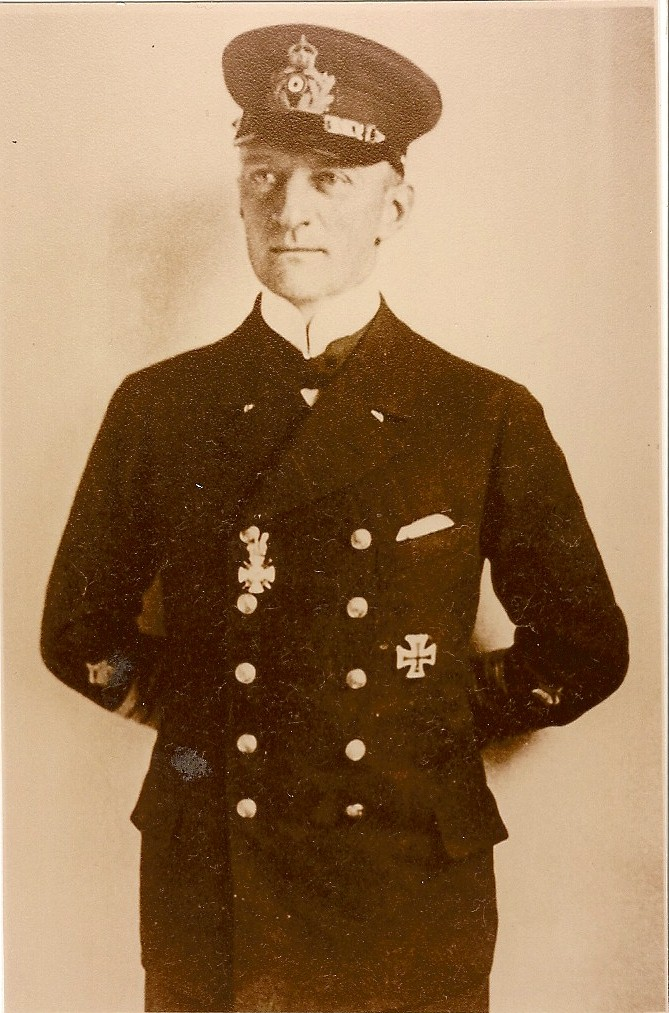
Christoph Moritz von Egidy

Christoph Moritz von Egidy (* 27. Juli 1870 in Pirna; † 5. Januar 1937 in Langfeld) war ein deutscher Marineoffizier. Im Ersten Weltkrieg war er Kreuzerkommandant, danach 1918/19 Kommandeur der Marineschule. Von 1933 bis 1936 war für den SS-Sicherheitsdienst tätig.

## Familie
Egidy entstammte der 1687 durch Kaiser Leopold I. in den Adel erhobenen Familie Egidy. Er war der älteste Sohn von Moritz von Egidy, dem Verfasser der „Ernsten Gedanken“, und dessen Ehefrau Luise, geborene von Götz.
Moritz von Egidy war verheiratet mit Irmgard, geborene von Bethe (1877–1939) und hatte zwei Kinder. Sein 1906 geborener gleichnamiger Sohn Moritz von Egidy fiel im Zweiten Weltkrieg 1943 in Jablonka bei Kiew. Dessen einzige Tochter starb später kinderlos. Seine Tochter Irene (1909–1991) heiratete Hubert Freiherr von Wangenheim (1904–1973) und hatte vier Kinder. Hubert von Wangenheim war im Zweiten Weltkrieg Kapitän zur See auf Zerstörern und später Flottenadmiral in der Bundesmarine. Zeitweise leitete er die Marineschule Mürwik wie zuvor Moritz von Egidy.
Seine Schwester war Emmy von Egidy, Schriftstellerin, Bildhauerin und Malerin.

## Leben
Egidy machte am Königlichen Gymnasium in Dresden sein Abitur und trat am 13. April 1888 in die Kaiserliche Marine. Seine Ausbildung enthielt Reisen nach Südamerika und USA (1889–1890) sowie nach Fernost (1904). Vor dem Ersten Weltkrieg war er Adjutant von Prinz Heinrich, dem Bruder Kaiser Wilhelms II.
Im Mai 1913 wurde er als Kapitän zur See Kommandant des Großen Kreuzers Seydlitz. Die Seydlitz und ihr Kommandant wurden bekannt, weil sie an den beiden großen Seeschlachten des Ersten Weltkrieges teilnahmen, am Gefecht auf der Doggerbank am 24. Januar 1915 und an der Skagerrakschlacht am 31. Mai und 1. Juni 1916. In beiden Schlachten wurde die Seydlitz besonders schwer getroffen; ausdrücklich wird die Haltung der Mannschaft und ihres Kommandanten in den Berichten darüber als überaus mustergültig hervorgehoben.
Bei dem Gefecht auf der Doggerbank war die Seydlitz Flaggschiff von Vizeadmiral Franz von Hipper. In dem Buch über den Nordseekrieg von Konteradmiral Friedrich Lützow findet man Folgendes: „Am schlimmsten ist die „Seydlitz“ weggekommen, und zwar durch einen Zufallstreffer, der wohl nie wieder vorkommen wird. Die Granate fuhr zwischen Panzerdeck und Panzerung der achteren zwei Türme durch einen kleinen weniger stark gepanzerten Ring in den Munitionsaufzug und brachte hier die bereitliegende Munition zur Entzündung. Eine Explosion der gesamten Munitionskammer wurde durch Mut und Geistesgegenwart eines Maschinistenmaaten verhütet, der durch Aufreißen des Flutventils die Kammer unter Wasser setzte. Das Fleisch seiner Handflächen blieb allerdings am Handrad kleben, so gewaltig war die Hitze“. Trotz des ungeheuren Brandes wurde die Leitung des ganzen Verbandes von der Seydlitz aus weitergeführt.
In der Skagerrak-Schlacht versank unter dem Feuer der Seydlitz der englische Schlachtkreuzer Queen Mary (27.000 t, 1266 Tote). Später wurde sie selbst schwer beschädigt und hatte große Schwierigkeiten zurückzufahren. Admiral Reinhard Scheer, der deutsche Flottenchef, schrieb in seinen Erinnerungen Deutschlands Hochseeflotte im Weltkrieg: „Besonderer Erwähnung bedarf das Einbringen der namentlich im Vorschiff schwer havarierten „Seydlitz“, Kommandant Kpt. Z. S. v. Egidy. Dass das Schiff den Hafen erreicht hat, ist eine hervorragende seemännische Leistung des Kommandanten und der Besatzung. Es lief schließlich über Achtersteven in die Wilhelmshavener Schleuse ein.“
Für sein Wirken erhielt er neben beiden Klassen des Eisernen Kreuzes, das Ritterkreuz des Königlichen Hausordens von Hohenzollern mit Schwertern sowie den Kronen-Orden II. Klasse mit Schwertern.
Gegen Ende des Ersten Weltkrieges wurde er Kommandeur der Marineschule Mürwik. Nach dem Krieg zog er sich ins Privatleben auf seinem Hof in Langfeld bei Flensburg zurück.
Zum 1. Mai 1933 trat er in die NSDAP ein (Mitgliedsnummer 3.549.077) und wurde auch SS-Mitglied (SS-Nummer 107.212). Am 29. November 1934 wurde er zum Untersturmführer befördert, am 15. September 1935 zum Obersturmführer und am 30. Januar 1936 zum Hauptsturmführer. Er war für das SD-Hauptamt tätig und SS-Außenstellenleiter in Gelting. Seine Frau Irmgard war jedoch christlich eingestellt und sehr skeptisch gegenüber der nationalsozialistischen Politik. Sie überzeugte Egidy, 1936 eine längere Reise nach China auf einem Schiff der Hamburger Rantzau-Gruppe zu unternehmen. Nach der Rückkehr nahm Egidy mit 66 Jahren nicht mehr aktiv an Tätigkeiten der SS teil und starb 1937 auf seinem Hof in Langfeld.